# 屍活師 女王の法医学
『屍活師 女王の法医学』（しかつし じょおうのほういがく）は、杜野亜希による日本の漫画作品。

## 概要
『BE・LOVE』（講談社）にて2010年3号より2018年18号まで不定期連載された。
単行本は「BE ・LOVE KC」より刊行、全18巻。
2013年9月27日、2021年5月31日にテレビドラマが放送された。
タイトルは「屍は活ける師なり」を意味し、声無き死体から法医学で死者の最期の声を聞くミステリ作品。
概ね現実的な作風だが、検死解剖の中で、「死者の生前の行動が映像のように見えて手がかりになる」という不思議な能力を主人公たちが持つ。その能力は、断片的な情報を無意識に脳が統合した結果のものではないかと作中では解釈されている。
舞台となるH県は著者の出身地の広島県がモデルとなっている。当初は広島そのものを舞台にしようとしていたが、広島弁で会話を進行させるのは時に障りがあるのではと考えてモデル程度に留めたという。作中のH大学は著者の母校がモデルで、著者は医学部薬学科を卒業し薬剤師の免許を持つ。著者の出身大学には、現在では独立した薬学部ができているが、当時は医学部の中に薬学科があるという編成だったため医学課程のカリキュラムも受講できていた。その中には法医学に関する講義もあり、教授が骨格標本を学生たちに見せながら「この方とは生前お友だちだったんですよ、彼とは昔こんな話をしましてね」とほのぼのと語ったことが著者の印象に残り、そのような経験から生まれた作品だという。
ただし、主人公のワンコ（犬飼一）は医大生であるため、現実には医師免許の無い医大生が司法解剖等を行うことはない。

## 登場人物
犬飼一（いぬかい はじめ）
本作の主人公。
H大学医学部4年生。実習で法医学研究室配属になった。学費のためバイトを掛け持ちしており成績は芳しくなく、実習の第一希望だった外科も成績が理由で定員からはじき出された。名前の「犬」と「一＝ワン」であることから、ユキからは「ワンコ」と呼ばれる。ユキと同じように死者のイメージが見える。事前に得た死者についての情報に感情移入してしまうことが多く、そのために真実からミスリードされがちだが、当事者の立場に立った物の考え方が事件関係者の心を打つこともある。しかし、自身に都合の良いように解釈することもあり、一緒にいても孤独だと感じたら孤独だとユキに言われショックを受ける。今泉にライバル意識を持っており、ユキを理解できると思い込んでいたが、その勘違いを彼に攻撃されることもある。
高校生の時、H大学附属病院の医師に父親の命を助けられて以来、その人のような医者になりたいと医学を志すようになった。命を救う仕事に就きたいのに遺体を扱う法医学なんて、と志望とは異なる研究室に配属されたことに当初は不満を抱えていたが、次第にやり甲斐を感じるようになる。そんな矢先、父親を救ってくれた医師がユキだと知る。超鈍感で周囲の誰もが冨吉の想いを知っているのに自分自身だけが気づかずにいたが、事件に巻き込まれた彼女が重傷を負った際、告白されて自身が彼女の恋愛対象であることを知り激しく動揺する。
終盤、ユキが辞職しかけた事件で手がかりを掴んだり、被害者遺族を説得したり彼女をサポートしており、村上の兄が殺され犯人が狩谷だと告発した。
8人兄弟の一番目に生まれ、父親が倒れて以前のように働けなくなり経営していた工場も畳んでしまったために赤貧だが、家族思いで明るい性格。塗料工場、老人ホーム、配送業、クリスマスのケーキ販売、仕出し弁当屋 など、様々なバイトをしてはバイト先で事件に遭遇する。
単行本第2巻と第17巻の表紙を飾っている。
数年後のH大学病院を舞台とする『H/P ホスピタルポリスの勤務日誌』で同級生の三宅麻友と同じH大学病院の総合診療科に勤務している。
松田院長の息子であり脳神経内科医師で院内警察隊を不要だと考える松田政近とは、H大医学部からの同級生。相変わらず鈍感。
桐山ユキ（きりやま ゆき）
H大学法医学研究室の准教授。より上のポジションの教授も研究室にいるものの、彼女が実質的なボスであるため「女王様」と呼ばれる。年齢は30代後半。美貌の持ち主だが身なりには気を遣わず、検死時には「匂い」も死因の手がかりとなるため化粧は普段からほとんどしていない。無精な奇人として扱われているが、メスを握るとまるで別人のようになる。「屍は活ける師なり」をモットーに掲げ、解剖する遺体に話しかけ、立会いの警官に気味悪がられることもある。解剖中、死者のイメージが立体的に見える不思議な力があり、それが真の死因に気づく手がかりとなる。1人でいることを望み、一すら否定的に壁を作っている。
かつては有能な脳外科臨床医だったが、ある事件をきっかけに「もう死んでる人間にしかメスは使えない」と法医学専門になった。心因的な味覚障害が生じており、味を確かめようとするかのようにキムチキャンディー、まぐろバナナせんべい、とんこつカスタードジュース など奇妙なものばかり好んで食べ、それらをほぼ毎話登場させている。終盤で村上理の死の真相が明らかになり、殺されかけたワンコが助かり事件が解決した後、失った味覚が元に戻った。
単行本第1巻と最終巻（第18巻）の表紙を飾っている。
ドラマ版は2作とも彼女が主人公となっている。
『H/P ホスピタルポリスの勤務日誌』では未登場だが、教授となっており自殺した看護師・小早川千景の血液の抗体検査を行ったことが松田により語られた。
村上衛（むらかみ まもる）
第3話から登場。下の名前が本編に登場したのは34話から。キャリア組刑事で、H県警察本部刑事課の課長。様々な事件の担当者として検死にも立ち会う。亡くなった兄の死の原因はユキにあると思っており、なにかとユキに冷たく当たる。一方で法医学が事件解決に有用であることやユキの実力は認めており、捜査費用が嵩むからと遺体を解剖にまわすことを厭う上層部を抑えこんでいる。一のことを「ボウヤ」と呼ぶ。終盤、兄は狩谷に手術中に殺され、その事実を知った一を殺そうとしたことが発覚したため、狩谷を逮捕してユキに謝罪した。
単行本第4巻表紙を飾っている。
『H/P ホスピタルポリスの勤務日誌』ではH県警察本部の地域部長となり、初の試みである院内警察隊をH大学病院に設置した。
村上理（むらかみ おさむ）
故人。ユキや狩谷と同期の医学生だったが、ある事件で亡くなり、ユキの心に今も影を落としている。死者のイメージを見る不思議な力を彼もまた持ち合わせていた。朗らかで、周囲の人々の心を掴む魅力的な人物だった。彼を知る人々は一に、他者への共感能力の高さという共通点から彼の面影を感じている。実は狩谷に術中死に見せかけて殺害されていた。
単行本第9巻表紙を飾っている。
狩谷弓弦（かりや ゆづる）
第15話から登場。H大学医学部脳外科の准教授で、臨床医。30代後半という若さでその地位に就き、周囲からは羨望の目で見られている。両親も医者で、昔から優秀さには自負を持っていたが、学生時代に同期であったユキや村上の兄には劣等感を抱く場面があり、2人に複雑な感情を抱いている。村上理を殺害しており、その真相を知ったワンコを殺そうとして失敗し、服毒自殺を図るも重傷のワンコに制止されて逮捕される。
単行本第7巻表紙を飾っている。
高嶺霞（たかみね かすみ）
H大学医学部院生で、法医学研究室所属。1話から登場しているが名前が発覚したのは9話で、それまでは登場人物欄などでは「院生」表記。まとめ髪と、目元が見えないよう作画された大きな眼鏡が特徴的な目立たない地味な女性だが、実はKASUMIという名で人気モデルとして活躍している。中身は理系の学徒であるにも関わらず美しすぎる容姿で勝手に判断されがちなことに疲れ、いっそ容姿を利用してやろうと考えた結果モデルのバイトをするようになった。ユキに倣い、一のことを「ワンコくん」と呼ぶ。
単行本第3巻表紙を飾っている。
丹羽嗣仁（にわ つぐひと）
法医学研究室の教授。眼鏡をかけ髭を生やしている。かつて意欲をなくしていたユキを法医学の道へ誘い込んだ。助手時代に学生食堂のバイト女性・まどかと恋に落ちて結婚したが、同乗した車が事故に遭いまどかは亡くなり、自身は脊椎を損傷しそれ以来車椅子で生活するようになった。今では立って検死を行うこともできない身だが、ユキからは敬愛されている。
単行本第5巻表紙を飾っている。
今泉瑠加（いまいずみ るか）
第27話から登場。ユキたちのいる法医学部研究室に新たに加わった男性。白人の血が入っており、瞳の色が薄く、彫りの深い顔立ち。ややフェミニンな言動でおちゃらけたところもあるが、医療関係者としての鋭さはなかなかのもの。以前からユキのことを知っていたらしく、彼女を愛している。
単行本第8巻表紙を飾っている。
冨吉沙椰子（とみよし さやこ）
第19話から登場。一と同学年の医学部生で脳外科研究室所属。苦学生の一とは対称的な、隣県では有名な企業のご令嬢で身なりが良く気が強い。しかし、実家が倒産して以前のようには暮らせなくなっており、ストレスで胃潰瘍を起こしたところを一に救われ立ち直るようになり、彼に思いを寄せている。第44話で、誤解が原因で事件の犯人に殺されかけるも一命をとり止め、お見舞いに訪れた鈍い一にハッキリと自身が恋している相手は一だと告白した。
単行本第6巻表紙を飾っている。
『H/P ホスピタルポリスの勤務日誌』コミックス4巻収録のおまけマンガで脳外科医の山崎秀と結婚したことが明らかに。
麻生理織（あそう りお）
第33話から登場。脳外科の教授。以前、脳外科にいたユキのことを気にしている。実は過去に術中死を装ってユキを辞職に追い込みかけると同時にその時の事件の被害者を含めて3人の人間を殺害していたことが暴かれ、後ろ盾の政治家共々に逮捕された。
単行本第10巻表紙を飾っている。
三宅麻友（みやけ まゆ）
第35話に登場。ワンコの同級生。駅伝選手の兄・隼斗をセカンドインパクト症候群で失い、真の死因が判明する前はライバル選手に怒りと悲しみをぶつけてしまうが、解剖を懇願して隼斗が3日前に女の子を助けて転落したことで脳震盪を起こし、記憶障害等の症状を隠して大会に出場した末に絶命したことを知る。その事件を機に、兄のためにもアスリートを守る医師となることを改めて決意した。
単行本第11巻の表紙を飾っている。
『H/P ホスピタルポリスの勤務日誌』では誓いを果たしてH大学病院の整形外科医となった。専門はスポーツ整形。
亡き恋人を想い心を閉ざす松田に想いを寄せている。

## 書誌情報
- 杜野亜希 『屍活師 女王の法医学』 講談社〈BE ・LOVE KC〉、全18巻
  1. 2010年9月13日発売[13]、ISBN 978-4-06-319295-7
  2. 2011年5月13日発売[14]、ISBN 978-4-06-380318-1
  3. 2011年11月11日発売[15]、ISBN 978-4-06-380329-7
  4. 2012年5月11日発売[16]、ISBN 978-4-06-380346-4
  5. 2013年1月11日発売[17]、ISBN 978-4-06-380370-9
  6. 2013年8月12日発売[18]、ISBN 978-4-06-380387-7
  7. 2013年9月13日発売[19]、ISBN 978-4-06-380398-3
  8. 2014年6月13日発売[20]、ISBN 978-4-06-380430-0
  9. 2014年10月10日発売[21]、ISBN 978-4-06-380444-7
  10. 2015年2月13日発売[22]、ISBN 978-4-06-380459-1
  11. 2015年8月12日発売[23]、ISBN 978-4-06-380479-9
  12. 2015年12月11日発売[24]、ISBN 978-4-06-380492-8
  13. 2016年6月13日発売[25][26]、ISBN 978-4-06-394503-4
  14. 2016年10月13日発売[27]、ISBN 978-4-06-394520-1
  15. 2017年3月13日発売[28]、ISBN 978-4-06-394537-9
  16. 2017年9月13日発売[29]、ISBN 978-4-06-394556-0
  17. 2018年4月13日発売[30]、ISBN 978-4-06-511180-2
  18. 2018年10月12日発売[31]、ISBN 978-4-06-513422-1

## テレビドラマ（フジテレビ）
『屍活師～女王の法医学～』（しかつし じょおうのほういがく）のタイトルでフジテレビ系列の『金曜プレステージ』で放送。

### 出演者
- 桐山ユキ：松下奈緒
- 犬飼一：横山裕
- 村上衛：松重豊
- 井畑信二：橋本じゅん
- 真崎達也：山中崇
- 笠井和磨：笠原秀幸
- 遠山俊平：柏原収史
- 笠井初江：岩本多代
- 白木田稔：風間杜夫
- 高峰霞：青谷優衣
- 鈴原美弥子：松山愛里
- 釣り人：堤隆博
- 甲本正治：上野山浩

### スタッフ
- 原作：杜野亜希
- 脚本：寺田敏雄
- 編成企画：鹿内植
- プロデュース：貸川聡子（共同テレビ）
- 演出：河野圭太（共同テレビ）

| フジテレビ系 金曜プレステージ | フジテレビ系 金曜プレステージ     | フジテレビ系 金曜プレステージ      |
| 前番組                        | 番組名                            | 次番組                             |
| ----------------------------- | --------------------------------- | ---------------------------------- |
| 淋しい狩人 （2013.9.20）      | 屍活師 女王の法医学 （2013.9.27） | 池上彰緊急スペシャル （2013.10.3） |

## テレビドラマ（テレビ東京）
『女王の法医学〜屍活師〜』（じょおうのほういがく しかつし）のタイトルでテレビ東京系列の「月曜プレミア8」枠で放送。2021年5月31日に第1作、2022年3月21日に第2作、2023年7月3日に第3作が放送された。

### 出演者

#### レギュラー
- 桐山ユキ（埼京医科大学法医学研究室 準教授） - 仲間由紀恵[35]
- 犬飼一（埼京医科大学法医学研究室 医学生 通称：ワンコ） - 松村北斗（SixTONES）[35]

12歳時 - 中田昊成
少年期 - 高梨理央
- 高嶺霞（埼京医科大学法医学研究室 助教） - 新実芹菜[35]
- 林田匡（埼京医科大学法医学研究室 検査技師） - 小松利昌[35]
- 丹羽嗣仁（埼京医科大学法医学研究室 教授） - 石坂浩二【特別出演】[35]
- 村上衛（埼玉県警捜査一課 刑事） - 田辺誠一[35]
- 遠藤（埼玉県警本部 捜査第一課長） - 阿南健治[35]
- 安村泰介（埼玉県警捜査一課 刑事） - 西村元貴[35]
- 藤岡（埼玉県警捜査一課 刑事） - 高島豪志[38]

#### ゲスト
第1作
- 藍田早智恵（満里の母親） - 山下容莉枝
- 藍田満里（川越の秘書） - 中田クルミ
- 本郷武志（北林大学 病理学教授） - 利重剛
- 新井光一郎（北林大学 衛生学助教） - 松澤匠
- 坂木菜々美（息子・弘が誘拐された母親） - 梅舟惟永
- 川越克久（北林大学 衛生学教授） - 湯江タケユキ
- 川越塔子（克久の妻） - かとうかず子
- 甲元正治（停車中の車に衝突死した男） - 諫早幸作
- 刑事（埼玉県警捜査一課） - 信太昌之
- 工場長 - 土平ドンペイ
- 教授（埼京医科大学）- 倉田秀人
- 坂木弘（菜々美の息子）- 鳥越壮真
- 近藤辰之助（埼京医科大学 医学生）- 坂口雄斗
- 大石智樹（埼京医科大学 医学生）- 井上想良
- 犬飼四季（犬飼一の妹）- 彩映（第2作）
- 犬飼五空（犬飼一の弟）- 大山蓮斗（第2作）
- 犬飼六也（犬飼一の弟）- 尾形颯太（第2作）
- 犬飼七海（犬飼一の妹）- 柴山愛理（第1作）/ 生田志守葉（第2作）
- 刑事（埼玉県警）- 関口満紀枝、逢笠恵祐、愛玻萌
- 警察官（埼玉県警）- 山本栄司
- 職員（葬儀場）- 藤河杏実
- 和泉宗兵、松永大輔、愛川眞生、髙石明日香、伊藤寿雄、芹野茜、荒木美好　ほか

第2作
- 梶山仁史（瓜生節子の息子） - 高木雄也（幼少期：石塚陸翔、少年期：北原十希明）
- 瓜生節子（瓜生公造の妻） - 手塚理美
- 瓜生淳（瓜生公造の実子） - 袴田吉彦
- 三島茜（瓜生物産 社長秘書） - 筧美和子
- 瓜生公造（瓜生物産 社長） - 山田明郷
- 和久井秀夫（瓜生物産 専務） - 春海四方
- 大塚大輝（転落死した窃盗犯） - 内浦純一
- 犬飼一の母 - 柳下季里
- 捜査員（埼玉県警）- 豊田茂、中村敦
- 藤田凛、橘果音、前田琉碧　ほか

第3作
- 橘亮平（埼京医大薬学部 職員） - 佐野岳
- 橘結衣（亮平の妻） - 徳永えり
- 内藤沙也加（埼京医大薬学部 大学院生） - 高田夏帆
- 住田透（埼京医大薬学部 講師） - 飛永翼（ラバーガール）
- 楠耕士郎（絞殺された建築家） - 増田修一朗
- 笹沢暢弘（楠のアシスタント） - 中村靖日
- 男性（楠の遺体の第一発見者） - 西川瑞
- 女性（結婚式二次会出席者） - 友利恵
- ホテル従業員 - 大山きか
- 制服警官 - 伊東潤
- 小早川真由、小多田直樹、藤河杏実、荒川浩平　ほか

### スタッフ
- 原作：杜野亜希
- 監督：村上牧人
- 脚本：香坂隆史
- 法医学監修・指導：高木徹也（東北医科薬科大学）、奈良明奈（東北医科薬科大学）
- 警察監修：石坂隆昌
- 医療監修：山本昌督
- 特殊造形：松井祐一
- 殺陣指導：KASHIRA.D（大道寺俊典）
- カースタント：株式会社Seals
- 技術協力：フォーチュン
- 美術協力：ケイプランニング、山崎美術
- CG：マリンポスト
- チーフプロデューサー：中川順平（テレビ東京）
- プロデューサー：黒沢淳（テレパック）、雫石瑞穂（テレパック）、山本梨恵（テレパック、第2作 - ）